# Varazdat Lalaian
Varazdat Lalaian (em armênio: Վարազդատ Լալայան; Guiumri, 1º de maio de 1999) é um halterofilista de origem armênia.

## Carreira
Em 2018, Varazdat Lalaian conquistou a medalha de prata na categoria acima de 105 kg no Campeonato Mundial Júnior de Halterofilismo realizado em Tasquente, e também se tornou medalhista de prata na categoria de peso acima de 105 kg no Campeonato Europeu Júnior de Halterofilismo, realizado em Zamość.
Um ano depois, Lalaian ganhou a medalha de ouro na categoria acima de 109 kg no Campeonato Mundial Júnior de Halterofilismo, realizado em Suva, Fiji, e nos Campeonatos Europeu de Halterofilismo Júnior e Sub-23, realizados em Bucareste.
Em abril de 2021, no Campeonato Europeu de Moscou, na categoria de peso acima de 109 kg, Varazdat Lalaian conquistou a medalha de bronze com um resultado no total de 445 kg. No arranque conquistou a medalha de bronze com 205 kg, e no arremesso também ficou em terceiro lugar com 240 kg.
No Campeonato Europeu de Halterofilismo para Juniores e Sub-23 de 2021 em Rovaniemi, ele conquistou novamente o título do campeonato.
No Mundial de 2021, em Tasquente, o atleta armênio conquistou a medalha de prata com 457 kg. Ele também ganhou duas medalhas de prata no arranque e no arremesso.
Em 2022, nos Campeonatos Europeus Sub-20 e Sub-23, realizados em Durrës, conquistou o primeiro lugar na categoria Sub-23 com um total de 440 kg e também conquistou medalhas de ouro no arranque (200 kg) e no arremesso (240 kg).
No Mundial de 2022, em Bogotá, na Colômbia, na categoria acima de 109 kg, Lalaian conquistou a medalha de bronze na soma dos dois exercícios com um resultado de 461 kg, e também uma medalha de prata no arranque (215 kg).
Em Ierevã, no Europeu de 2023, na categoria acima de 109 kg, Varazdat Lalaian conquistou a medalha de prata no total com 462 kg. Ele também ganhou medalhas de prata tanto no arranque quanto no arremesso.
Em Riade, Arábia Saudita, onde aconteceu o Campeonato Mundial de Halterofilismo de 2023, o atleta armênio da categoria acima de 109 kg conquistou a medalha de prata no com 460 kg no total dos dois exercícios. Ele também ganhou uma medalha de bronze no arranque.
Em fevereiro de 2024, no Campeonato Europeu de Sófia, Varazdat conquistou três medalhas de ouro (no arranque, arremesso e no total do duas provas), tornando-se campeão europeu pela primeira vez na carreira. No arranque levantou 205 kg, no arremesso 250 kg, e na soma das duas provas 455 kg.
Em agosto de 2024, Lalaian ganhou a medalha de prata na categoria acima 102 kg nos Jogos Olímpicos de Paris, com um total de 467 kg (215+252).
Em dezembro de 2024, em Manama, no Campeonato Mundial, na categoria de peso acima de 109 kg, Lalaian tornou-se campeão mundial pela primeira vez com um total de 467 kg. Na prova do arranque, levantou 215 kg, o que lhe garantiu a medalha de ouro na prova; no arremesso, ficou em terceiro lugar.
Em abril de 2025, Varazdat Lalaian conquistou seu segundo título de campeão europeu, com um total de 450 kg (210 kg no arranque e 240 kg no arremesso), na categoria acima de 109 kg.

## Principais resultados
| Ano                                | Lugar                           | Categoria       | Marca (kg) / pos. | Marca (kg) / pos. | Marca (kg) / pos. | Ref.            |
| Ano                                | Lugar                           | Categoria       | Arranque          | Arremesso         | Total             | Ref.            |
| Jogos Olímpicos                    | Jogos Olímpicos                 | Jogos Olímpicos | Jogos Olímpicos   | Jogos Olímpicos   | Jogos Olímpicos   | Jogos Olímpicos |
| ---------------------------------- | ------------------------------- | --------------- | ----------------- | ----------------- | ----------------- | --------------- |
| 2024                               | Paris, França                   | +102 kg         | 215 / 3           | 252 / 2           | 467 /             | [ 14 ] [ 15 ]   |
| Campeonato Mundial                 |                                 |                 |                   |                   |                   |                 |
| 2021                               | Tasquente, Uzbequistão          | +109 kg         | 211 /             | 246 /             | 457 /             | [ 7 ]           |
| 2022                               | Bogotá, Colômbia                | +109 kg         | 215 /             | 246 / 5           | 461 /             | [ 9 ]           |
| 2023                               | Riade, Arábia Saudita           | +109 kg         | 212 /             | 248 / 4           | 460 /             | [ 11 ]          |
| 2024                               | Manama, Barém                   | +109 kg         | 215 /             | 252 /             | 467 /             | [ 16 ]          |
| Campeonato Europeu                 |                                 |                 |                   |                   |                   |                 |
| 2021                               | Moscou, Rússia                  | +109 kg         | 205 /             | 240 /             | 445 /             | [ 5 ]           |
| 2022                               | Tirana, Albânia                 | +109 kg         | 211 /             | 240 /             | 451 /             | [ 20 ]          |
| 2023                               | Ierevã, Armênia                 | +109 kg         | 212 /             | 250 /             | 462 /             | [ 10 ]          |
| 2024                               | Sófia, Bulgária                 | +109 kg         | 205 /             | 250 /             | 455 /             | [ 21 ] [ 13 ]   |
| 2025                               | Quixinau, Moldávia              | +109 kg         | 210 /             | 240 /             | 450 /             | [ 22 ]          |
| Campeonato Mundial Júnior          |                                 |                 |                   |                   |                   |                 |
| 2018                               | Tasquente, Uzbequistão          | +105 kg         | 177 /             | 222 /             | 399 /             | [ 2 ]           |
| 2019                               | Suva, Fiji                      | +109 kg         | 192 /             | 227 /             | 419 /             | [ 23 ]          |
| Campeonato Europeu Júnior & sub-23 |                                 |                 |                   |                   |                   |                 |
| 2018                               | Zamość, Polônia                 | +105 kg         | 184 /             | 222 /             | 406 /             |                 |
| 2019                               | Bucareste, Romênia              | +109 kg         | 194 /             | 230 /             | 424 /             | [ 4 ]           |
| 2021                               | Rovaniemi, Finlândia            | +109 kg         | 206 /             | 241 /             | 447 /             | [ 6 ]           |
| 2022                               | Durrës, Albânia                 | +109 kg         | 200 /             | 240 /             | 440 /             | [ 8 ]           |
| Campeonato Mundial Juvenil         |                                 |                 |                   |                   |                   |                 |
| 2016                               | Penão, Malásia                  | +94 kg          | 156 / 4           | 184 / 6           | 340 / 5           |                 |
| Campeonato Europeu Juvenil         |                                 |                 |                   |                   |                   |                 |
| 2016                               | Nowy Tomyśl, Polônia            | +94 kg          | 155 /             | 181 /             | 336 /             |                 |
| Outras                             |                                 |                 |                   |                   |                   |                 |
| 2023                               | Doha, Catar IWF Grand Prix II   | +109 kg         | 200 /             | 241 /             | 441 /             |                 |
| 2024                               | Phuket, Tailândia IWF World Cup | +109 kg         | 210 /             | 253 /             | 463 /             | [ 24 ]          |